# Cratere Blunck
Blunck  è un cratere sulla superficie di Marte.